# 伊尔马里·凯内宁
伊尔马里·凯内宁（芬蘭語：Ilmari Keinänen，1887年11月5日—1934年11月8日），芬兰男子竞技体操运动员。他曾代表芬兰获得1912年夏季奥运会体操比赛男子团体自由式银牌。他于1934年在约恩苏去世。